# Lee Grant
Lee Grant (født Lyova Haskell Rosenthal 31. oktober i midten af 1920'erne) er en amerikansk teater- tv- filmskuespiller og filminstruktør.
I sin debutfilm fra 1951 spillede hun rollen som en ung butikstyv i Politistation 21, hvor stjernerne var Kirk Douglas og Eleanor Parker. Det gav hende en Oscar-nominering foruden prisen som bedste kvindelige skuespiller på Filmfestivalen i Cannes 1952.
Fra 1952 og ti år frem blev hun sortlistet fra de fleste skuespilleropgaver, fordi hun nægtede at vidne mod sin mand ved HUAC-høringerne. Det var hendes vigtigste år som skuespiller, og her kunne hun kun finde lejlighedsvise jobs på scenen eller som lærer. Det var også også medvirkende til hendes skilsmisse.
Efter hun at hun ikke længere var sortlistet fra 1962, genopbyggede hun sin filmkarriere, og hun fik blandt andet en hovedrolle i 71 episoder af tv-serien Peyton Place (1965-1966), efterfulgt af hovedroller i film som Dukkernes dal (1967), I nattens hede (1967) og Shampoo (1975), hvor hun vandt sin første Oscar. I 1964 vandt hun Obie-prisen for bedste kvindelige skuespiller for sin rolle i Stuepigerne. I sin karriere blev hun nomineret til Emmy Awards syv gange mellem 1966 og 1993 og vandt to gange.

## Opvækst
Lee Grant blev født Lyova Haskell Rosenthal  på Manhattan som eneste barn af skuespillerinden og læreren Witia (født Haskell) og Abraham W. Rosenthal, ejendomsmægler og lærer. Hendes far var født i New York City af polsk-jødiske indvandrere, og hendes mor var russisk-jødisk indvandrer. Familien bosatte sig på 706 Riverside Drive i Hamilton Heights-kvarteret på Manhattan. Hendes fødselsdato er 31. oktober, men forskellige kilder nævner datoer mellem 1925 og 1928, hvor 1925 og 1926 er mest sandsynligt baseret på folketællingsdata og rejseanvisninger.

## Karriere
Hun debuterede i operaen L'Oracolo på The Metropolitan Opera i 1931 som blot fireårig og sin første balletoptræden i 1933 i Metropolitan Opera House. Hun kom ind på American Ballet, under George Balanchine. Hun gik på Arts Student League of New York, Julliard School of Music, The High School of Music & Art samt George Washington High School, alle i New York City. Efter hun fik sin high school-eksamen, fik hun et stipendium til Neighborhood Playhouse School of the Theatre og studerede under Sanford Meisner. Senere blev hun optaget på Actors Studio i New York.

### 1940'erne og 1950'erne
Som skuespiller fik Grant sin professionelle scenedebut som dubleant i Oklahoma! i 1944. I 1948 fik hun sin Broadway-debut i Joy to the World. Grant etablerede sig som en dramatisk metodeskuespiller på Broadway og off-Broadway, hvor hun blev rost for sin rolle som butikstyv i Politistation 21 i 1949.
Hun fik debut på film to år senere i filmatiseringen af Politistation 21, med Kirk Douglas i hovedrollen. Hun modtog sin første nominering til en Oscar for bedste kvindelige birolle og vandt prisen som bedste skuespillerinde ved Filmfestivalen i Cannes. Hun sagde, at hun nød at arbejde under instruktør William Wyler, som lærte hende meget.
I 1951 holdt hun en lidenskabelig tale ved mindehøjtideligheden for skuespilleren J. Edward Bromberg, hvis tidlige død, hævdede hun, skyldtes stress af at være forhørt hos House Un-American Activities Committee (HUAC). Efter offentliggørelsen af hendes tale blev hun indkaldt af samme udvalg til at vidne mod sin mand, dramatikeren Arnold Manoff, men nægtede. Som følge heraf blev hun sortlistet i de næste ti år, og hun fik kun få roller på tv og film.
Kirk Douglas, der spillede med hende i Politistation 21, huskede, at instruktør Edward Dmytryk, en sortlistet filmperson, som den første havde nævnt hendes sin mand for HUAC:
"Lee var kun et barn, en smuk ung pige med et ekstraordinært talent og en stor fremtid. Man kunne se det. Hun var så god, at hun modtog en nominering for bedste kvindelige birolle for sin allerførste filmrolle. Men fordi Eddie Dmytryk nævnte hendes mand, blev Lee Grant sortlistet, før hendes filmkarriere overhovedet havde en chance for at komme i gang. Selvfølgelig nægtede hun at vidne om den mand, hun var gift med, og det tog år, før nogen igen ville lade hende medvirke i en film."
Grant optrådte kun i begrænset omfang på scenen og i tv i disse år. I 1953 spillede hun Rose Peabody CBS-sæbeoperaen Search for Tomorrow. I Broadway-opsætningen af Two for the Seesaw i 1959 efterfulgte hun Anne Bancroft i den kvindelige hovedrolle.

### 1960'erne
Da hun omsider ikke længere var sortlistet i begyndelsen af 1960'erne, var hun var blevet skilt, gift igen og havde en lille datter, Dinah. Hun begyndte at genskabe sin tv- og filmkarriere. I sin selvbiografi skriver hun:
"Dinah var mit lys, det faste i min tilværelse; intet og ingen kunne komme imellem os. Det, der motiverede mig, var Dinah og mit behov for at støtte hende økonomisk, moralsk og instinktivt, samt min vrede over for dem, der havde frataget mig tolv arbejdsår i mit liv."
Sine oplevelser som sortlistet skræmte hende i en sådan grad, at hun så sent som i 2002 stivnede og gik i en "tranceagtig tilstand", hvis nogen spurgte hende om hendes oplevelser under McCarthyismen.
Grants første store præstation, efter at HUAC officielt havde fjernet hende fra listen, var i 1960'er-tv-serien Peyton Place i rollen som Stella Chernak, som hun vandt en Emmy for i 1966. I 1967 optrådte Grant i en episode af Mission Impossible, hvor hun spillede en hustru til en amerikansk diplomat, der går undercover for at afsløre en skrupelløs diplomat. Samme år spillede hun den oprørte enke til et mordoffer i den Oscar-vindende I nattens hede. I 1963 blev hun rost for sin præstation i off-Broadway-produktionen af Jean Genets Stuepigerne. 

### 1970'erne
Hun modtog efterfølgende Oscar-nomineringer for dramaerne The Landlord (1970) og S/S St. Louis - Skibet som fik verden til at skamme sig (1976). Hendes skuespilfaglige bredde var udvidet til også at omfatte komedien, især i en række roller som en emsig mor. I Hotel Plaza nr. 719 (1971), en komedie instrueret af Arthur Hiller og skrevet af Neil Simon, spillede hun den desperate mor til en brud, der ikke vil giftes, med Walter Matthau som far. Filmen blev fulgt af en anden komedierolle som moderen i Alexanders stående problem (1972).
Ligeledes i 1971 spillede hun den koldblodige morder Leslie Williams i afsnit nummer to ("Ransom for a Dead Man") i Peter Falk-serien Columbo. Hun spillede igen sammen med Falk i Broadway-stykket Prisoner of Second Avenue, for hvilket forfatteren Neil Simon sagde, at Lee Grant var hans "første og eneste ønske" til rollen; han sagde, at hun var klarede lige godt at spille roller af dramatikere som Tjekhov eller Sidney Kingsley, men kunne også være "helt vildt sjov", hvis manuskriptet lagde op til det, fordi hun var i stand til at vise en grundlæggende ærlighed i sit skuespil.
Blandt hendes mest bemærkelsesværdige roller var Warren Beattys ældre elskerinde i Shampoo (1975), for hvilken hun vandt en Oscar for bedste kvindelige birolle. Filmen fik blandede anmeldelser, men var Columbias største hit i studiets 50-årige historie. Shampoo var den anden film, hvor Grant spillede under instruktør Hal Ashby (den først var The Landlord (1970). Kritikeren Pauline Kael sammenlignede hende i de to film og bemærkede, at Grant "er sådan en cool komedienne, at hun er i fare for at få folk til at sige, at hun er god, som hun plejer." Under optagelserne havde hun dog flere alvorlige uenigheder med Beatty, som også var producent, og hun var nær ved at trække sig ud. En scene ville hun spille på en måde, som hun følte var mere realistisk ud fra et kvindes perspektiv, men Beatty var uenig. Efter at have overvejet scenen i et par dage fortalte hun instruktør Ashby, at hun ikke kunne gøre det Beattys måde og stoppede. Da hun var på vej ud, standsede Beatty hende og spurgte, hvad der var galt. "Jeg satte mig og fortalte ham det", sagde hun. "Han slog ud med hænderne og sagde:" Så spil det på din måde. Hvad ved jeg? Jeg er en mand.
På trods af filmens succes følte Grant sig mindre sikker i Hollywood, fordi hun var omkring halvtreds år gammel. Hun skrev:
"Jeg var ved at blive min egen værste fjende som skuespiller, traumatiseret på scenen og opsat på at holde mig ung, så jeg forsat kunne arbejde i film. En kvinde i en vis alder spiller ikke i film eller på tv; vi er kørt ud på et sidespor eller helt ude i mørket. Og jeg var en kvinde i en vis alder, så jeg var skrækslagen for, at jeg ville blive gennemskuet og arbejdsløs igen."
I marts 1971 optrådte Grant i Columbo-afsnittet "Ransom for a Dead Man" og blev nomineret til en Emmy for bedste kvindelige hovedrolle i en miniserie eller en tv-film. Det år var hun to gange i samme kategori og fik prisen for rollen i tv-filmen The Neon Ceiling. Den eneste anden kandidat var Colleen Dewhurst; i Grants takketale sagde hun skævt: "Jeg må takke Colleen Dewhurst, for der skal to af mig til leve op til hende."
I 1975-76 spillede hun i NBC-sitcommen Fay, der dog til hendes ærgrelse blev aflyst efter blot otte afsnit. Hun gæsteoptrådte i Empty Nest, hvor datteren Dinah Manoff også medvirkede.
Grant er den eneste kvindelige Hollywood-skuespiller i sin generation, der med held begyndte at instruere. Hun instruerede i 1976 skuespillet Den stærkeste af Strindberg.

### 1980'erne - 1990'erne
I 1980 instruerede Grant sin første film, Fortæl mig en gåde, en historie om et aldrende jødisk par. Hun medvirkede i en HBO-genindspilning af Plaza Suite i 1982, over for Jerry Orbach; begge spiller tre forskellige figurer i de tre akter, filmen består af. Den blev optaget live med publikum. 
Skuespilleren Bruce Dern, der spillede sammen med hende i The Big Town (1987), mindes samspillet med hende: "Lee Grant er en fabelagtig skuespillerinde. Hver gang hun arbejder, er det en velsignelse, man har hende med i sin film." Hun instruerede flere dokumentarfilm, heriblandt Down and Out in America (1986), som vandt Oscar for bedste dokumentar. Samme år instruerede hun Nobody's Child, en tv-film med Marlo Thomas om en kvinde indespærret på et sindssygehospital i tyve år. For denne film blev Grant den første kvindelige instruktør, der modtog en Directors Guild of America Award.
I 1988 blev hun tildelt Women in Film Crystal Award for bemærkelsesværdige kvinder, der gennem deres udholdenhed og ekspertise i deres arbejde har bidraget til at udvide kvindernes rolle inden for underholdningsbranchen.
Skuespilleren Sissy Spacek var begejstret for hendes instruktion og skuespil, og hun ville gerne spille med i Hard Promises (1991) "bare for at arbejde med Grant", selv om Grant senere blev erstattet som instruktør. I 1992 spillede Grant Dora Cohn, mor til Roy Cohn i den biografiske tv-film Citizen Cohn, der gav hende endnu en primetime Emmy Award-nominering.

### 2000'erne - nu
I 2001 spillede Lee Grant Louise Bonner i David Lynchs kritikerroste Mullholland Drive. Fra 2004 til 2007 fungerede Carlin Glynn, Stephen Lang og Grant som hjælpeinstruktører på Actors Studio. I begyndelsen af 2000'erne instruerede Grant en serie af intime portrætter for Lifetime Television, der hædrede en bred vifte af højt estimerede kvinder.
I 2013 vendte hun tilbage til scenen efter et næsten fyrre års fravær for at medvirke i The Gin Game, som led i velgørendearbejde for forbedringsprogrammer på Island Music Guild. Grant spillede Fonsia Dorsey overfor Frank Buxton som Weller Martin; hendes datter Dinah Manoff instruerede forestillingen.

## Filmografi

### Skuespiller
| År          | Film                                                     | Rolle               | Noter |
| ----------- | -------------------------------------------------------- | ------------------- | --- |
| 1951        | Politistation 21                                         | Butikstyv           | |
| 1953-1954   | Search for Tomorrow                                      | Rose Peabody nr. 1  | |
| 1955        | Storm Fear                                               | Edna Rogers         | |
| 1959        | Midt i natten                                            | Marilyn             | |
| 1963        | Balkonen                                                 | Carmen              | |
| 1963        | An Affair of the Skin                                    | Katherine McCleod   | |
| 1964        | Pie in the Sky                                           | Suzy                | Filmet i 1962, men distributionsproblemer udsatte den biografpremieren til 1964. Udsendt som Terror in the City. |
| 1964        | Flygtningen                                              | Millie Hallop       | afsnit: "Taps for a Dead War"                                                                                    |
| 1965 - 1966 | Peyton Place                                             | Stella Chernak      | optrådte i 71 afsnit (19-8-1965 – 28-3-1966)                                                                     |
| 1967        | Skilsmisse på amerikansk                                 | Dede Murphy         | |
| 1967        | I nattens hede                                           | Mrs. Leslie Colbert | |
| 1967        | Dukkernes dal                                            | Miriam              | |
| 1967        | The Big Valley                                           | Rosie Williams      | Tv-serie |
| 1968        | Alle mine mænd                                           | Fritzie Braddock    | |
| 1968        | Judd, for the Defense                                    | Kay Gould           | Tv-serie |
| 1969        | The Big Bounce                                           | Joanne              | |
| 1969        | Strandet i rummet                                        | Celia Pruett        | |
| 1970        | The Landlord                                             | Joyce Enders        | |
| 1970        | Slangen                                                  | Mrs. Bullard        | |
| 1971        | Columbo: Ransom for a Dead Man                           | Leslie Williams     | Tv-serie |
| 1971        | The Neon Ceiling                                         | Carrie Miller       | Tv-serie |
| 1971        | The Last Generation                                      |                     | Kun fraklippede optagelser                                                                                       |
| 1971        | Hotel Plaza nr. 719                                      | Norma Hubley        | |
| 1972        | Alexanders stående problem                               | Sophie Portnoy      | |
| 1974        | The Internecine Project                                  | Jean Robertson      | |
| 1975        | Shampoo                                                  | Felicia Karpf       | |
| 1975        | Fay                                                      | Fay Stewart         | Tv-serie |
| 1976        | S/S St. Louis - Skibet som fik verden til at skamme sig  | Lillian Rosen       | |
| 1977        | Airport 77                                               | Karen Wallace       | |
| 1977        | The Spell                                                | Marilyn Matchett    | Tv-film |
| 1978        | Ansigtet på muren                                        | Ann Thorn           | |
| 1978        | Swarm                                                    | Anne MacGregor      | |
| 1978        | The Mafu Cage                                            | Ellen               | |
| 1979        | When You Comin' Back, Red Ryder?                         | Clarisse Ethridge   | |
| 1980        | Pige i pant                                              | Dommeren            | |
| 1981        | Charlie Chan vender tilbage                              | Mrs. Lupowitz       | |
| 1982        | Visiting Hours                                           | Deborah Ballin      | |
| 1984        | Billions for Boris                                       | Sascha Harris       | |
| 1984        | Constance                                                | Mrs. Barr           | |
| 1984        | Skolens frækkeste lærer                                  | Dr. Donna Burke     | |
| 1985        | Sanford Meisner: The American Theatre's Best Kept Secret | Sig selv            | Dokumentar |
| 1987        | The Big Town                                             | Ferguson Edwards    | |
| 1991        | Transit til himlen                                       | Lena Foster         | |
| 1992        | Something to Live for: The Alison Gertz Story            | Carol Gertz         | Tv-film |
| 1992        | Earth and the American Dream                             | Speaker             | |
| 1992        | Citizen Cohn                                             | Dora Marcus Cohn    | Tv-film |
| 1996        | It's My Party                                            | Amalia Stark        | |
| 1996        | The Substance of Fire                                    | Cora Cahn           | |
| 1996        | Under Heat                                               | Jane                | |
| 2000        | Dr. T                                                    | Dr. Harper          | |
| 2000        | The Amati Girls                                          | Tante Spendora      | |
| 2001        | Mulholland Drive                                         | Louise Bonner       | |
| 2005        | The Needs of Kim Stanley                                 | Sig selv            | |
| 2005        | Going Shopping                                           | Winnie              | |

### Instruktør
| År        | Film                                                   | Noter                                        |
| --------- | ------------------------------------------------------ | -------------------------------------------- |
| 1975      | For the Use of the Hall                                | Tv-film                                      |
| 1976      | The Stronger                                           | Dokumentar-kortfilm                          |
| 1980      | Fortæl mig en gåde                                     |                                              |
| 1981      | The Willmar 8                                          | Dokumentar                                   |
| 1984      | A Matter of Sex                                        | Tv-film                                      |
| 1985      | What Sex Am I?                                         | Dokumentar                                   |
| 1985      | ABC Afterschool Special                                | Cindy Eller: A Modern Fairy Tale (Tv-afsnit) |
| 1986      | Nobody's Child                                         | Tv-film - DGA Award                          |
| 1986      | Down and Out in America                                | Dokumentar (også speaker)                    |
| 1989      | Staying Together                                       |                                              |
| 1989      | No Place Like Home                                     | Tv-film                                      |
| 1994      | When Women Kill                                        | Dokumentar                                   |
| 1994      | Seasons of the Heart                                   | Tv-film                                      |
| 1994      | Following Her Heart                                    | Tv-film                                      |
| 1994      | Reunion                                                | Tv-film                                      |
| 1997      | Say It, Fight It, Cure It                              | Tv-film                                      |
| 1999      | Confronting the Crisis: Childcare in America           | Tv-film                                      |
| 2000      | American Masters                                       | Sidney Poitier: One Bright Light             |
| 2000      | The Loretta Claiborne Story                            | Tv-film                                      |
| 2001      | The Gun Deadlock                                       | Tv-film                                      |
| 2004      | Biography                                              | Melanie Griffith                             |
| 2000–2004 | Intimate Portrait                                      | 43 afsnit                                    |
| 2005      | ... A Father... A Son... Once Upon a Time in Hollywood | Tv-film                                      |